# 大阪南郵便局
大阪南郵便局（おおさかみなみゆうびんきょく）は、大阪府大阪市中央区にある郵便局。民営化前の分類では集配普通郵便局であった。

## 概要
住所：〒542-8799 大阪府大阪市中央区東心斎橋一丁目4-2

### 分室
分室はなし。かつて存在した分室は以下のとおり。
- 城南寺町分室 (41425A)（北緯34度40分9秒 東経135度31分23.1秒 / 北緯34.66917度 東経135.523083度） - ゆうちょ銀行大阪貯金事務センター内に設置。取扱は郵便・貯金関連業務のみ。2021年（令和3年）1月9日に廃止された。[1]

## 沿革
- 1949年（昭和24年）10月15日 - 大阪南郵便局として、南区長堀橋筋一丁目に開局[2]。
- 1956年（昭和31年）2月16日 - 電話通話事務の取扱を開始。
- 1956年（昭和31年）10月5日 - 和文電報受付事務の取扱を開始。
- 1964年（昭和39年）7月 - 局舎新築落成。
- 1990年（平成2年）3月23日 - 花の万博の開催に合わせ、大阪市周辺の主な郵便局40局において、風景印を花をかたどった変形印に変更（当局は中央区の花である梅）。
- 1993年（平成5年）7月1日 - 外国通貨の両替および旅行小切手の売買に関する業務取扱を開始。
- 2007年（平成19年）7月30日 - 天王寺郵便局より貯金事務センター内分室を移管される。同時に分室名を城南寺町分室に変更（41002A→41425A）[3]。
- 2007年（平成19年）10月1日 - 民営化に伴い、併設された郵便事業大阪南支店、かんぽ生命保険大阪南支店に一部業務を移管。
- 2012年（平成24年）10月1日 - 日本郵便株式会社発足に伴い、郵便事業大阪南支店を大阪南郵便局に統合。
- 2015年（平成27年）4月6日 - かんぽ生命保険大阪南支店をかんぽ生命保険大阪支店（同日、大阪法人支店・大阪支店に再編）に統合[4]。
- 2021年（令和3年）1月9日 - ゆうちょ銀行大阪貯金事務センターの移転に伴い、城南寺町分室を廃止[5]。

## 取扱内容

### 大阪南郵便局
- 郵便、印紙、ゆうパック、内容証明
- 貯金、為替、振替、振込、国際送金、外貨両替・トラベラーズチェック、国債、投資信託 - 平日18時まで営業。
- 生命保険、バイク自賠責保険 - 平日18時まで営業。
- 地方公共団体事務（大阪市ごみ処理券の販売、市バス・地下鉄優待乗車証の交付）
- ゆうちょ銀行ATM
- 郵便番号が「542」から始まる大阪市中央区の南側（1988年度末に廃止された大阪市 南区域））の集配業務
- ゆうゆう窓口

## 風景印
- 図柄は梅の花の外枠に国立文楽劇場と道頓堀川。局名表記は「大阪南」
- 使用開始日は1990年（平成2年）3月30日

## 周辺
- 南警察署
- 大丸心斎橋店

## アクセス
- 地下鉄堺筋線・長堀鶴見緑地線 長堀橋駅7番出口すぐ
- 阪神高速環状線 道頓堀出口から北西へ約800m
- 駐車場あり：3台